# 欧鸽
欧鸽（学名：Columba oenas）为鸠鸽科鸽属的鸟类。分布于遍布于欧洲、北抵芬兰、斯堪的纳维亚半岛、非洲、东抵小亚细亚、伊朗以及中国大陆的新疆等地，一般栖息于地面上。该物种的模式产地在瑞典。

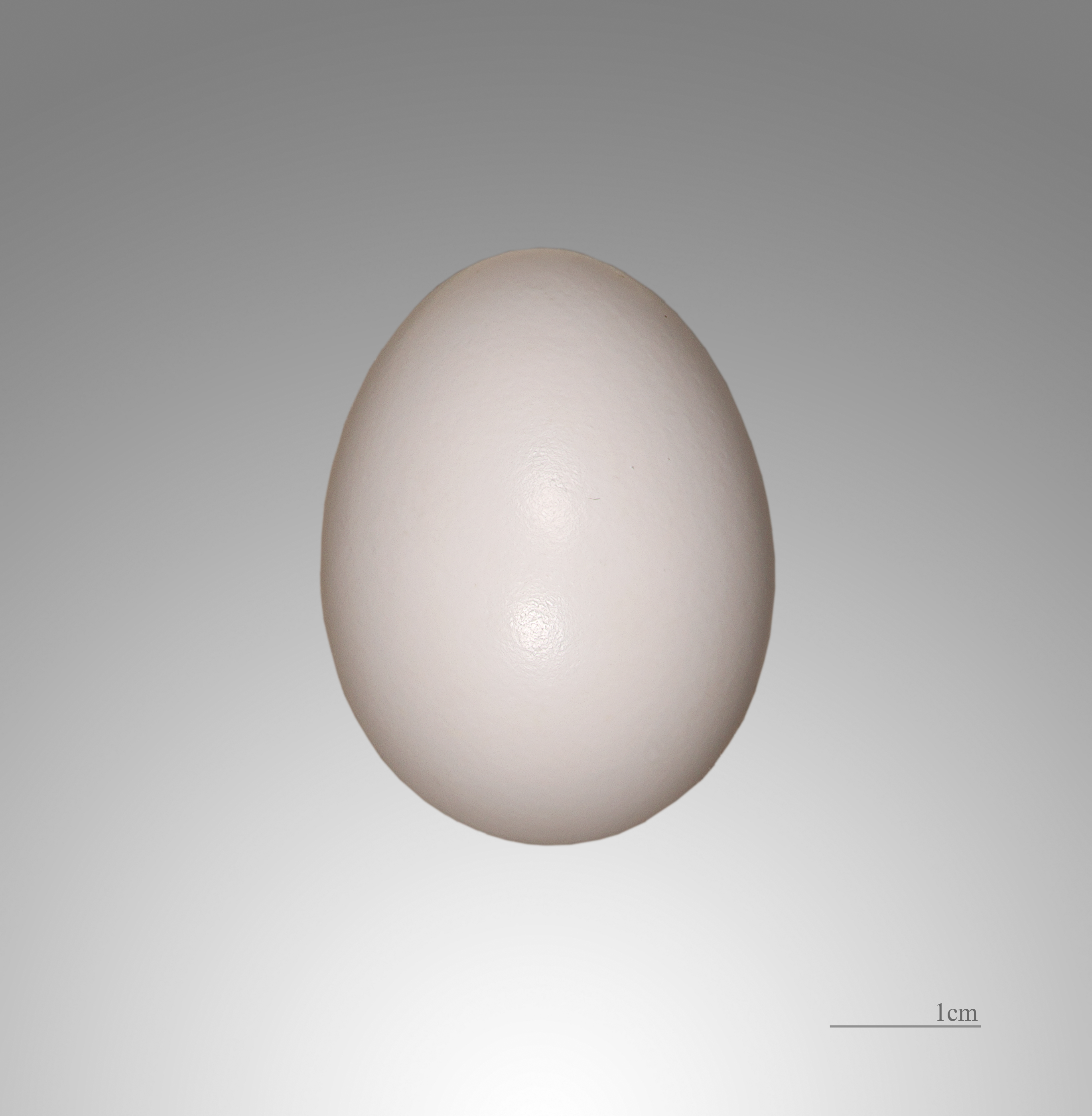
欧鸽蛋

## 亚种
- 欧鸽新疆亚种（学名：Columba oenas yarkandensis）。在中国大陆，分布于新疆等地。该物种的模式产地在新疆喀什。[2]